# Coppa del Baltico 1992
La Coppa del Baltico 1992 è stata la 12ª edizione della competizione, la seconda dalla reistituzione di questa manifestazione a seguito del collasso dell'Unione Sovietica, la prima ufficiale dal 1938.
È stata vinta dalla Lituania, davanti alla Lettonia (paese organizzatore) ed all'Estonia.

## Formula
La formula è quella tradizionale della manifestazione, che prevede un girone all'italiana con partite di sola andata tra le tre formazioni partecipanti.
Tutte le partite sono state giocate a Liepāja, nel Daugavas stadion.

## Classifica finale
| Pos. | Squadra  | Pt | G | V | N | P | GF | GS | DR |
| ---- | -------- | -- | - | - | - | - | -- | -- | -- |
| 1.   | Lituania | 3  | 2 | 1 | 1 | 0 | 4  | 3  | +1 |
| 2.   | Lettonia | 2  | 2 | 1 | 0 | 1 | 4  | 4  | 0  |
| 3.   | Estonia  | 1  | 2 | 0 | 1 | 1 | 2  | 3  | -1 |

## Risultati
| Arbitro: | Rezepovas |

|                 |           |             |
| Linards 34’ 40’ | Marcatori | 78’ Olumets |

| Arbitro: | Lajkus |

|             |           |            |
| Olumets 64’ | Marcatori | 27’ Šlekys |

| Arbitro: | Nõmmiste |

|                         |           |                         |
| Teplovs 29’ Popkovs 88’ | Marcatori | 28’ 31’ 79’ Baltušnikas |